# متین شاهین
متین شاهین (Metin Şahin؛ متولد ۱۰ ژانویه ۱۹۶۳ در قونیه، ترکیه) تکواندوکار بازنشسته ترک و قهرمان اروپا است که از سال ۲۰۰۳ به عنوان رئیس فدراسیون تکواندوی ترکیه فعالیت می‌کند. همچنین در سال ۲۰۱۹، وی به عنوان رئیس دانشکده علوم ورزشی در دانشگاه سلچوک منصوب شد.

## دستاوردها
۱۹۸۴

- پنجمین دوره مسابقات تکواندوی اروپا در اشتوتگارت، آلمان -پیوند= نقره[۱]
- مسابقات آنتالیا در ترکیه -پیوند= طلا[۲]
- مسابقات بیلتارال اتریش و ترکیه در اتریش -پیوند= طلا
- مسابقات آزاد بلژیک -پیوند=مدال طلا

۱۹۸۵

- اولین دوره جام مدیترانه‌ای در یوگسلاوی -پیوند= طلا[۲]
- هفتمین دوره مسابقات جهانی تکواندوی بزرگسالان جهان در سئول، کره جنوبی -پیوند= نقره[۱]
- مسابقات آزاد هلسینکی در فنلاند -پیوند= برنز
- مسابقات قبرس -پیوند= طلا

۱۹۸۶

- اولین دوره مسابقات ریاست جمهوری ETU در ازمیر، ترکیه -پیوند= طلا[۲]
- مسابقات تکواندو قهرمانی اروپا در سیفلد، اتریش -پیوند= طلا[۱]
- مسابقات آزاد بلژیک -پیوند= طلا

۱۹۸۷

- مسابقات آزاد بلژیک -پیوند= طلا[۲]

۱۹۸۸

- هفتمین دوره مسابقات تکواندوی اروپا در آنکارا، ترکیه -پیوند= نقره[۱]
- بازی‌های پیش از المپیک در سئول، کره جنوبی -پیوند= برنز

۱۹۹۰

- مسابقات دوستی صد ساله در ژاپن -پیوند= طلا[۲]
- هشتمین دوره مسابقات تکواندوی اروپا در آرهوس، دانمارک -پیوند= طلا[۱]

۱۹۹۱

- دهمین دوره مسابقات جهانی تکواندوی بزرگسالان در آتن، یونان -پیوند= برنز[۱]